# Max Kissaru
Maxim Chisaru (născut la 4 octombrie 1993), cunoscut sub numele de Max Kissaru, este compozitor și producător de muzică. A compus cântece pentru artiști precum Guz, Cabron, Smiley, Speak, Delia, Ștefan Bănică jr.. Câteva dintre hiturile sale includ Iarna pe val (2012), Dă-o Tare (2013), A lu' Mamaia, Profund (2015), Singuri în doi (cântec de Lora & Peter Pop), La masa mea, Prefer (cântec de Guz).

## Opera
- Guz - Doar un lucru divulg
- Guz - Dans nebun
- Guz - Love story
- Guz - Nu mă uza
- Guz - Inimă de piatră
- Guz - Strig
- Guz feat. Irina Rimes - Prea fin, prea dulce
- Guz feat. Puya - Tânără mamă
- Guz - Copii
- Guz - Motăna
- Igor Strib - Insomnii
- Igor Strib - Te plac
- Igor Strib - Zile senine
- Igor Strib - Cu tine aș vrea
- Igor Strib - Doi nebuni
- Igor Strib - Opusul meu
- Igor Strib - Șoseaua
- Igor Strib - În mintea mea
- Igor Strib - Colțul meu de rai
- Igor Strib - Opusul meu
- Guz - Prefer
- Guz - Când luna îmi bate-n geam
- Guz - Buburuză
- Guz - Doi
- Guz - Ploaia
- Guz - Am dispărut
- Guz - Colecționez suflete
- Guz - E ea
- Guz - Iubesc maniacal
- Guz - Pim Pam Po
- Vik Leifa - Ay
- Vik Leifa - Indian Vibe
- Vik Leifa - Get It Started
- Vik Leifa - Tell Me
- Plastic Glasses - Time With You
- Cabron feat. What's UP & Jon Băiat Bun - Iarna pe val
- Cabron feat. Voltaj - Vocea ta
- Cabron feat. Smiley & Guess Who - Dă-o tare
- Cabron - Lup între oi negre
- Cabron feat. Peter Pop - Lupu' de pe maidan
- Cabron feat. Nicoleta Nucă - Adevăr sau minciună
- Cabron - Prieten Vechi
- Cabron feat. DOC - Telefoanele, actele, cashu'
- Cabron - Aa ceva
- Cabron feat. What's UP - La înălțime
- Cabron - Gust amar
- Cabron feat. Ștefan Bănică jr. - La masa mea
- Cabron feat. Alex Velea & Jon Băiat Bun - Tata
- Cabron feat. Deliric - Țara arde
- Cabron feat. Feli - Drumuri necunoscute
- Cabron - Adu-mi o bere
- Speak - Profund
- Speak - Beat dimineața
- Speak feat. Guz - Tu erai
- Speak - Libelulă
- Speak - Vocile din capul meu
- Speak - Ține-te bine
- Speak feat. Peter Pop & Shift - Zile și zile
- Speak - Ce ai cerut
- Speak - Patul e gol
- Speak - Noaptea pe oraș
- Speak - Șase tipuri de băieți
- Speak - Tropical Heat
- Speak & Max Kissaru - Tequila
- Delia feat. Speak - A lu' Mamaia
- Smiley feat. Speak - Pantofii altcuiva
- Smiley feat. Sore - Stupid Man
- Smiley - Wonderful life
- Max Kissaru feat. Smiley & Radio Killer - Mister Mystery
- Max Kissaru - They Say I'm A Loser
- Radio Killer - Headphones
- Peter Pop feat. Lora - Singuri în doi
- Peter Pop - Awake
- Peter Pop - Umbre
- Peter Pop - Tu mă faci mai bun
- Delia feat. Speak - A lu' Mamaia
- Ruby - De la distanță
- Giulia - Jocuri deocheate
- Giulia - Azi
- Rashid feat. Alex Velea & Cabron - Alerg
- Alex Velea - Defectul tău sunt eu
- Loredana - Obișnuiai să mă iubești odată
- Andra feat. Krem - Un milion
- Arsenium - What Is Love
- Vali Bărbulescu - Besame
- Anna Lesko - L'mour
- Nicole Cherry - Până vine vineri
- Ștefan Stan - Domnișoară
- Ștefan Stan - I Don`t Wanna Feel It
- Tibi Scobiola feat. Speak - Dragostea (La radio)